# Бібліографія в Україні
Бібліографія в Україні.

## Історія
Витоки української бібліографії, яка вже сформувалася як наука, сягають 1850-х рр., адже саме в цей час з'являються персональні покажчики творів українських письменників. Бібліографія стає складовою літературознавчої науки.
Перші зразки бібліографічних оглядів спостерігаємо у М. Костомарова, М. Максимовича, І. Франка. У становленні української бібліографії важливу роль відігравали альманах «Рада», журнали «Житє і слово», «Основа» та інші.
Після 1917 починається період радянського бібліографознавства. Саме в цей час бібліографія утверджується остаточно як наука, створюються державні організації, інститути й установи, що працюють у цьому напрямку.
Від утворення Центральної Ради у 1917 починається новий етап бібліографії. У вересні починає виходити фаховий журнал «Книгар», який містив поточну бібліографію, а також елементи з бібліографознавства. У січні 1918 р. голова Ради народних міністрів В. Винниченко підписав закон про утворення Головної книжкової палати в Києві. Ця установа створювалася за зразком міжнародного бібліографічного інституту в Брюселі. Завданням Головної книжкової палати (ГКП) було створення повної реєстрації всієї поточної бібліографії в Україні (головою став Ю. Меженко). Меженко визначив її головні засади і структуру. За його проектом ГКП ставала центром книжкового життя, зосереджувала і повністю керувала комплектуванням, розподілом, охороною книжкових багатств.
В ГПК утворювалися відділи:
1. Регістратури та книжкової літописі (для реєстрації поточного друку).
2. Бібліографічний інститут (готувати бібліографічні щорічники з різних галузей науки).
3. Книжковий фонд (збирати книжковий запас).

У 1920—1930-ті рр. плідно працюють такі відомі бібліографи: М. Баб'як, М. Вальо, Л. Ільницька, Ю. Меженко та інші.
До останнього часу не існувало ані повного репертуару української книги, ані національної бібліографії в повному її значенні, хоча концепції національної бібліографії розвивалися українськими бібліографами. Лише наприкінці 1980-х років була відновлена теоретична розробка та розпочалося практичне створення національної бібліографії, репертуару української книги та документальної україніки. Серйозна активізація роботи розгорнулася у двох провідних українських академічних бібліотеках: у НБ ім. В. І. Вернадського та ЛНБ ім. В. Стефаника, де проводилися спеціальні ради й робочі наради, відкрилися Меженковські читання. Ініціатором створення українського бібліографічного репертуару виступила Національна бібліотека України імені В. І. Вернадського (НБУВ).

## Сучасний стан
Зі здобуттям Україною незалежності починається ще один етап розвитку бібліографії. Формуються нові стандарти, створюються нові інститути в цій галузі.
Нині бібліографічну діяльність проводить Книжкова палата України, яка в 2001 році видала двотомник «Універсальна десяткова класифікація» (УДК). Головними функціями Книжкової палати є державна реєстрація та централізована каталогізація усіх без винятку видів видань України; комплектування і зберігання повного і недоторканого фонду Державного архіву друку — головного сховища всіх видів видань України; наукові дослідження в галузі бібліографії, книгознавства, соціології книги та читання, консервації та реставрації документів тощо. Ці основні функції Книжкової палати визначає Стаття 27 Закону України «Про видавничу справу», прийнятого Верховною Радою України 5 червня 1997 р. № 318/972.

## Українські бібліографи
Серед провідних бібліографів нашого часу відомі такі науковці, як І. Вовченко, М. Глушко, О. Мелещенко, В. Патока, Б. Черняков.

## Ресурси світової мережі
- М. І. Жарких. Бібліографія старої України 1240—1800 рр.[недоступне посилання з червня 2019]
- Про проект веббібліографії старої України [Архівовано 6 жовтня 2008 у Wayback Machine.]